# 回坑遗址
回坑遗址，位于山西省运城市闻喜县阳隅乡回坑村西100米处，是中华人民共和国山西省文物保护单位之一。
1965年5月24日，授予山西省文物保护单位，是一座古遗址。